# Doris caeca
Doris caeca is een slakkensoort uit de familie van de Dorididae. De wetenschappelijke naam van de soort werd voor het eerst geldig gepubliceerd in 2001 door Valdés.